# Сєверний район (Новосибірська область)
Сєверний район — муніципальне утворення в Новосибірській області Росії.
Адміністративний центр — село Сєверне.

## Географія
Район розташований на північному заході Новосибірської області. Межує з Киштовським, Венгеровським, Куйбишевським і Убінським районами Новосибірської області, а також Томською областю. По території району протікають річки Тара і Тартас. Територія району за даними на 2008 рік — 1554,8 тис. га (найбільший район в області), у тому числі сільгоспугіддя — 140,9 тис. Га (9,1% всієї площі) .

## Історія
Район утворений в 1933 у складі Західно-Сибірського краю. У 1937 район був включений у знову утворену Новосибірську область.

## Економіка

### Промисловість
Ведеться розробка Верх-Тарського і Мало-Ічинського родовища нафти. Головними промисловими підприємствами району є ВАТ «Новосибірськнафтогаз» і ВАТ «Сєвєрненафтогаз».

### Сільське господарство
На території району 11 сільськогосподарських виробничих кооперативів, 14 фермерських господарств. У сільському господарстві зайнято 17% всіх працюючих. Основна спеціалізація сільськогосподарських підприємств — виробництво м'яса, молока і зерна.

## Населення
| 2002   | 2009    | 2010    | 2011    | 2012    | 2013    | 2014    |
| ------ | ------- | ------- | ------- | ------- | ------- | ------- |
| 11 835 | ↘10 529 | ↘10 467 | ↗10 655 | ↘10 429 | ↘10 246 | ↘10 056 |
| 2015   | 2016    | 2017    | 2018    | 2019    |         |         |
| ↘9892  | ↘9720   | ↘9617   | ↘9459   | ↘9369   |         |         |